# Damulog
Damulog é um município de  quarta classe de renda municipal (d) na província Bukidnon, nas Filipinas. De acordo com o censo de 1 de maio  de  2020 possui uma população de 39 322 pessoas e 9 284 domicílios.